# Кюстенмахер, Макс
Макс Кюстенмахер (нем. Max Küstenmacher; 22 марта 1861, Кётен (по другим сведениям Бромберг) — 9 ноября 1924, Берлин) — немецкий учёный-пчеловод.
Действительный член Германского фармацевтического общества (1891). В 1894 г. защитил в Эрлангенском университете докторскую диссертацию «К изучению желчеобразования с учётом действия дубильных веществ» (нем. Beiträge zur Kenntniss der Gallenbildungen mit Berücksichtigung des Gerbstoffes). Обосновавшись в Берлине, завёл собственную пасеку в районе Штеглиц.
Опубликовал ряд важных работ, расширивших научный базис пчеловодства, в том числе «Болезни пчёл согласно новейшим исследованиям» (нем. Die Bienkrankheiten nach den neuesten Forschungen; 1911) и «Строение тела пчелы и его функции» (нем. Der aufbau des bienenkörpers und dessen funktionen; 1921). Обосновал (1907—1911) теорию внутреннего происхождения прополиса как смолистого остатка от первой фазы переваривания пчёлами цветочной пыльцы.